# Ламберт, Филлис
Фи́ллис Ба́рбара Ла́мберт (англ. Phyllis Barbara Lambert, настоящая фамилия Бронфман; род. 24 января 1927, Монреаль, Канада) — канадский архитектор, филантроп.

## Биография
Родилась в еврейской семье. Отец — Сэмюэл Бронфман (1889—1971), глава крупнейшего в мире винного производителя компании «Сигрэм» (The Seagram Company).
В 1954 году Филлис окончила колледж Вассар (Vassar) под Нью-Йорком, где изучала искусство, историю и философию. В это время, приехав в Париж, она увидела в местной прессе проект планирующегося небоскрёба «Сигрэм Билдинг» для новой корпоративной штаб-квартиры компании «Сигрэм» в Нью-Йорке, заказанный её отцом к 100-летию фирмы. Проект был выполнен архитектурной компанией Luckman & Pereira, к которой Бронфман обратился из-за её большого опыта в строительстве подобных крупных коммерческих проектов и приемлемой цены строительства и эксплуатации. Филлис, не имевшая архитектурного образования, немедленно позвонила отцу и убедила его отказаться от посредственного проекта. Бронфман поставил условием расторжения договора с Luckman & Pereira немедленный приезд дочери в Нью-Йорк и личное руководство ею поиском нового архитектора. Также Филлис должна была взять на себя обязанности директора планирования и строительства нового небоскрёба.
Вернувшись в Нью-Йорк, Филлис начала консультации с ведущими американскими специалистами по архитектуре и встретилась в том числе с архитектурным критиком журнала «Нью-Йоркер» Льюисом Мамфордом и основателем и первым директором музея современного искусства МоМА Альбертом Барром (Albert Barr, 1902—1981). Барр посоветовал ей обратиться за советом к главному куратору архитектурного отдела музея Филипу Джонсону, который как раз в это время собирался оставить своё место в музее ради собственной архитектурной практики.
Ламберт и Джонсон составили три списка. В первый список вошли те, кто «должны, но не могли» (архитекторы, которые подходили для выполнения проекта, но не обладали достаточным опытом): Пол Рудольф, Ээро Сааринен, Марсель Брюер, Йео Мин Пей и Луис Кан. Во второй список — те, кто «могли, но не должны» (крупные компетентные фирмы, не обладающие оригинальностью). В третий — те, кто «могли и должны»: Фрэнк Ллойд Райт, Ле Корбюзье и Людвиг Мис ван дер Роэ (Мис).
При выборе Миса Ламберт руководствовалась своими впечатлениями от крупнейшего осуществленного проекта Миса на момент планирования Сигрэм — двух жилых башен на Lake Shore Drive в Чикаго (1948—1951):
В этих тёмных мистических башнях чувствовалась поразительная мощь и сила чего-то одухотворённого! Вы знаете, если бы вы спросили, кто входил в архитектурный авангард 20-х и 30-х годов прошлого века, то это был бы длинный список, в который вошел бы и Мис. Но в 1954 году, мне кажется, Мис уже стоял особняком. Мис был авангард.
Райт (которому было уже 87 лет) и Корбюзье (которому было 67 лет; на год младше Миса) были отвергнуты Ламберт из-за их несговорчивых характеров, а Корбюзье ещё и из-за своей скульптурности:
Корбюзье мастер скульптурных форм и пространств, но мне кажется, что такие приёмы легко производят впечатление и также легко отталкивают. Мис же буквально увлекает вас внутрь. Вы просто не можете пройти мимо. В этом есть какая-то подсознательная сила, и чем дальше вы проникаете вглубь, тем сильнее оказывается впечатление от сногсшибательной красоты его пространств и последовательных и продуманных до мелочей деталей. Райт же в середине 50-х годов уже не олицетворял современность. Его справедливо прозвали самым великим архитектором 19-го века, но никак не 20-го. С Мисом же ассоциировалось будущее и новый высоко технологический язык современной архитектуры.
У Миса не было архитектурной лицензии штата Нью-Йорк для проектирования здания Сигрэм Билдинг. Поэтому компания, ведущая строительство, потребовала от него нанять своего представителя в Нью-Йорке для решения текущих вопросов. Не раздумывая, Мис назначил своим представителем Джонсона, отплатив последнему за многолетние успешные усилия по закреплению международной репутации Миса (Джонсон, в частности, в 1947 году провёл в МоМА первую персональную выставку Миса).
Ламберт рассказывала про варианты проекта:
У Миса было всего три концептуальных варианта. Первый — квадратная в плане башня, что Мис даже не рассматривал. Второй — прямоугольная башня в плане с пропорциями 7:3 и повернутая под прямым углом к Парк авеню, что повторило бы Ливер-хаус. И наконец, третий, выбранный Мисом вариант — башня с пропорциями 5:3 и отступившая широкой стороной на 30 метров от Парк авеню. Тогда при планируемой высоте в 39 этажей башня бы заняла 25 % участка. Именно при таких соотношениях городской строительный код разрешал не использовать уступы даже для значительно более высоких башен.
Такая башня была бы слишком мала для компании, поэтому на месте снесённых малоэтажных домов, позволивших углубить участок, Мис предложил возвести шестиэтажный корпус во всю ширину блока, значительно увеличив общую площадь комплекса. Кроме того, Мис утолстил саму башню, добавив к ней дополнительный объём с пропорциями 1:3 со стороны заднего фасада и практически незаметный с Парк авеню.
После завершения строительства Сигрэм Билдинг Филлис Ламберт стала ученицей Миса в Иллинойсском технологическом институте и стажировалась в его чикагском офисе. Впоследствии стала его близким другом, почитателем и хранителем его архива в Канадском центре архитектуры.
С 1979 года Филлис Ламберт возглавляет созданный ею в Монреале на собственные деньги Канадский центр архитектуры (The Canadian Center for Architecture, ССА), в состав которого входят крупнейший в мире архитектурный музей, исследовательский центр и библиотека. Ламберт занимается работой Центра визуальных искусств, основанного её родителями и построенного по её архитектурному проекту. Принимает участие в сохранении исторического наследия Монреаля и реставрации памятников архитектуры.

## Куратор выставок
- «Мис в Америке» (Нью-Йорк, музей искусств Уитни)